# Khamseh
Die Khamseh sind eine überwiegend turksprachige Ethnie im Iran (Provinz Fars). Sie bestehen aus einer Konföderation von fünf nomadisierenden Einzelstämmen arabischer, iranischer und türkischer Herkunft. Der Religion nach sind die Khamseh sowohl Sunniten als auch Schiiten. Die Khamseh werden von türkischer Seite vielfach auch als „Hamse Türkmenler“, also als „Turkmenen“ bezeichnet.
Die Khamseh sind auch für ihre hochwertigen, handgefertigten Teppiche bekannt.

## Namensherkunft
Der Name Khamseh stammt aus dem Arabischen und bedeutet „fünf“ (arab. خمسة ḵamsa).

## Geschichte
Die Khamseh waren im 19. Jahrhundert ein Bestandteil einer großen Nomadenföderation des Iran, wo sie von den Kaschgai dominiert wurden. In dieser Föderation bildeten die Khamseh 1861/62 ihren eigenen Stammesbund aus.

## Stämme der Khamse
- iranischer Herkunft:
  - Basseri (bis heute persischsprachig)
- arabischer Herkunft:[2]
  - Jabbareh
  - Shaibani
- türkisch-turkmenischer Herkunft:
  - Aynallu (auch als Inanlu bezeichnet)
  - Baharlu
  - Nafar

Mit unter werden auch die Taifeh den Khamseh zugerechnet.
In der iranischen Volkszählung von 1932 machten die türkischen Baharlu 8000, die Aynallu 5000 und Nafar 3500 Familien aus. Die persischsprachigen Basseri hatten damals 3000 Familien. Die größte Gruppe stellten die Araber mit ca. 13.000 Familien.